# Schöne Madonna von Krużlowa

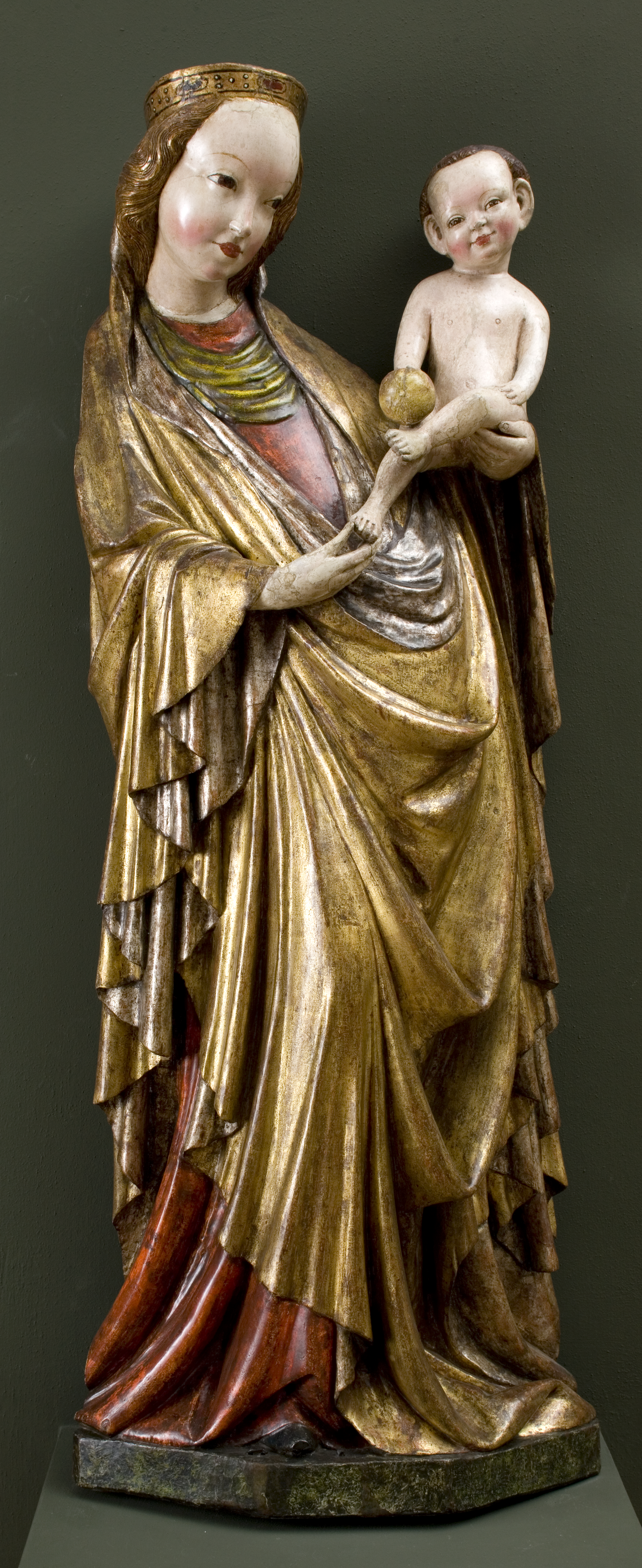
Schöne Madonna von Krużlowa

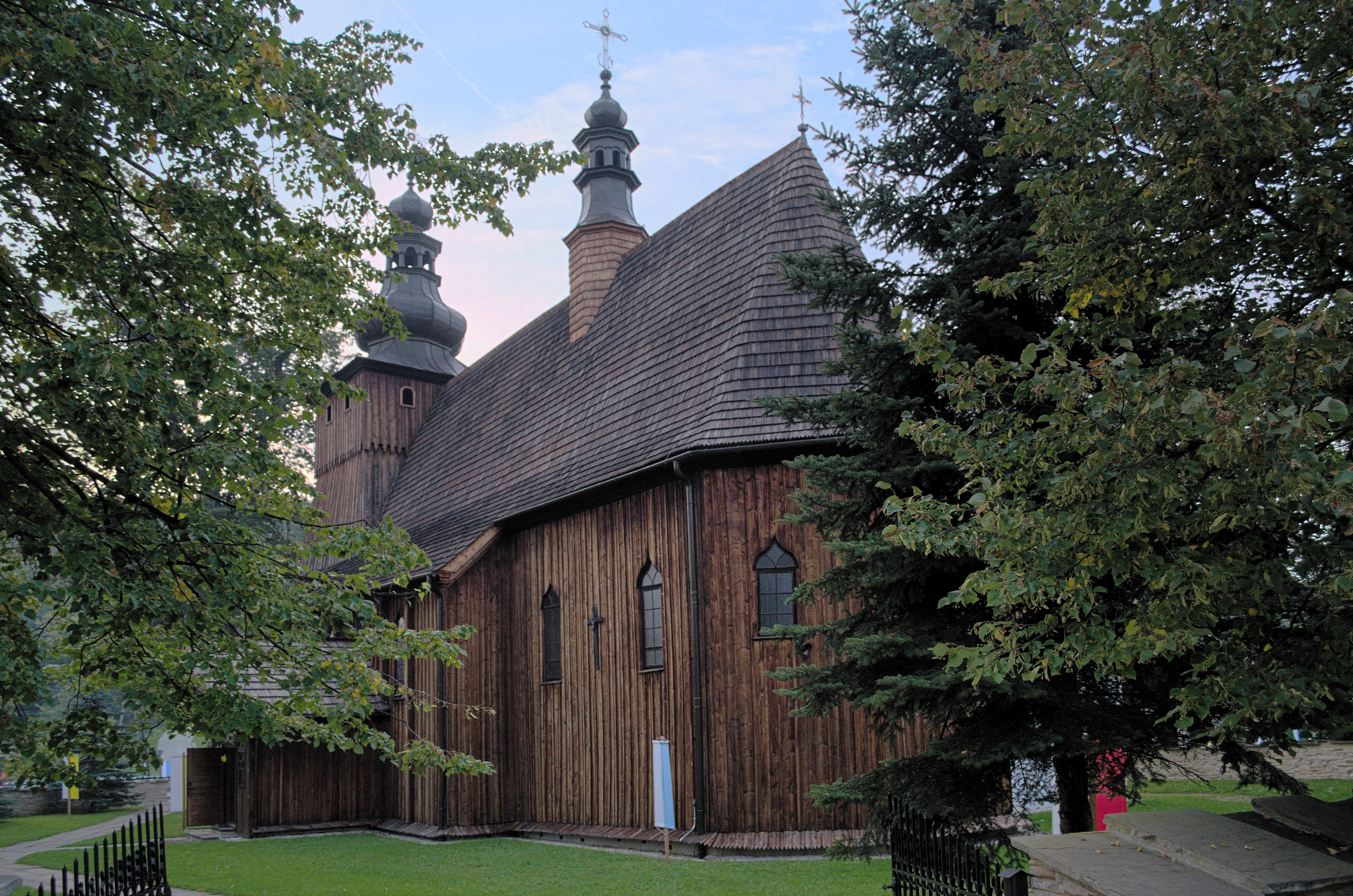
Holzkirche in Krużlowa Wyżna

Die Schöne Madonna von Krużlowa ist eine gotische Skulptur aus Lindenholz, die in der Pfarrkirche in Krużlowa Wyżna 1889 von Władysław Łuszczkiewicz und Stanisław Wyspiański entdeckt wurde. 1899 wurde sie vom Nationalmuseum Krakau erworben.
Die Skulptur gehört zum Weichen Stil der spätgotischen Kunst und stellt ein Beispiel der „Schönen Madonnen“ dar. Sie ist am Anfang des 15. Jahrhunderts entstanden. Der Holzbildhauer bleibt unbekannt.
Die Figur ist 119 cm hoch. Sie ist zur Betrachtung aus drei Seiten bestimmt, von der Rückseite ist sie tief ausgehöhlt, um den Sprüngen des Holzes vorzubeugen. Sie stellt Maria mit dem nackten Jesuskind dar, das einen Apfel hält. Madonna steht im Kontrapost, ihre Kleidung ist üppig gefaltet.
Es wird vermutet, dass die Madonnenfigur für eine der Krakauer Kirchen bestimmt war und erst im 17. Jahrhundert von den barocken Skulpturen nach Krużlowa verdrängt wurde. Die erste schriftliche Überlieferung stammt aus dem Jahr 1607, die nächste aus dem Jahr 1766. Die Figur stand ursprünglich im Hochaltar, wurde später in die Vorhalle versetzt, und schließlich wegen Borkenkäferbefall im Dachboden aufbewahrt.
Die Holzskulptur war im schlechten Zustand, oft mit Ölfarbe dick angestrichen und abgeschabt. In Krakau wurde sie zuerst in den Tuchhallen ausgestellt, seit 1924 im Rathausturm. 1940 wurde sie von den deutschen Behörden beschlagnahmt und im Kabinett von Hans Frank aufgestellt.
Sie gehört seit Oktober 2007 zu den Sammlungen des Krakauer Erasmus-Ciołek-Bischofspalastes.
Koordinaten: 49° 39′ 6,2″ N, 20° 53′ 0,6″ O

## Galerie

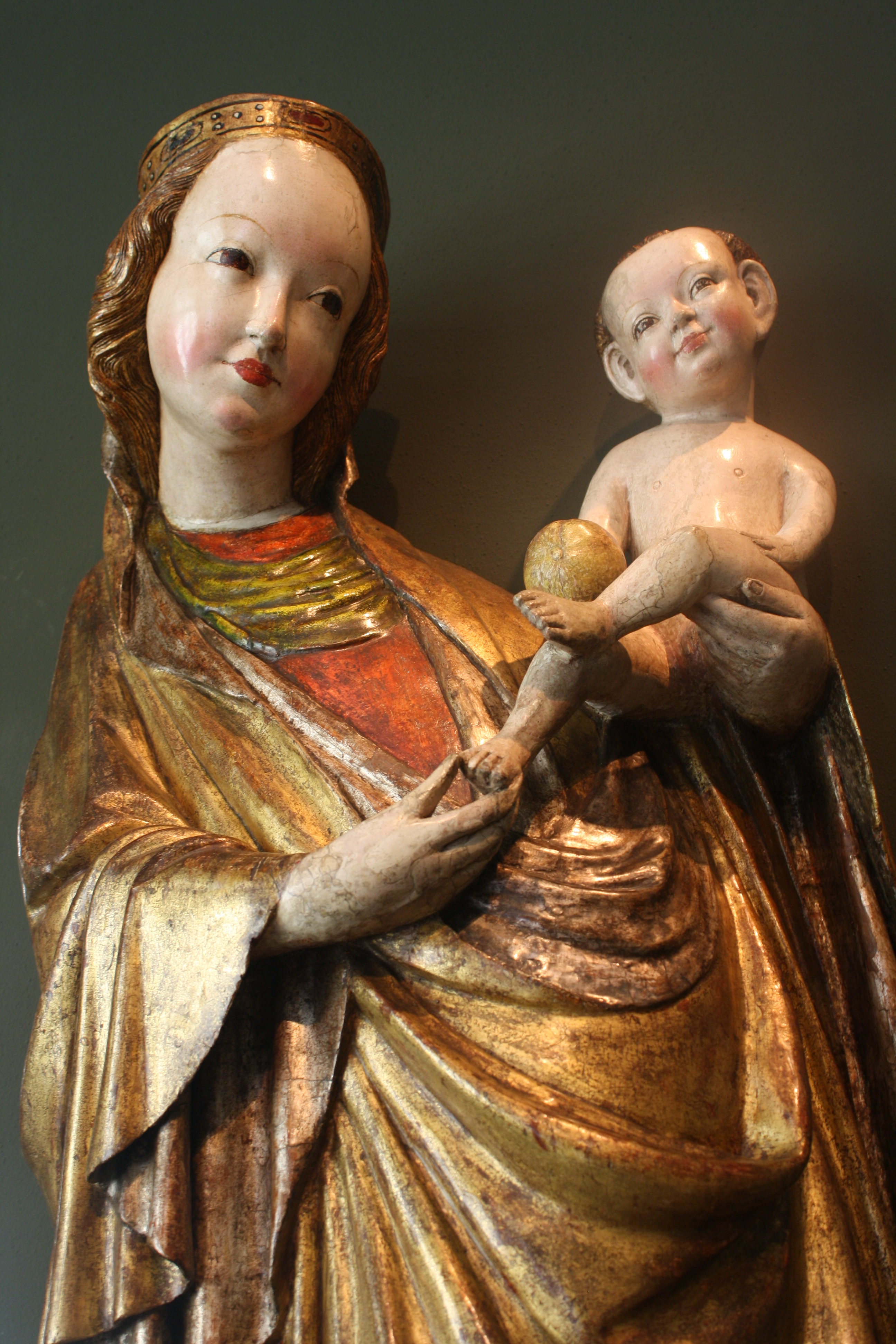
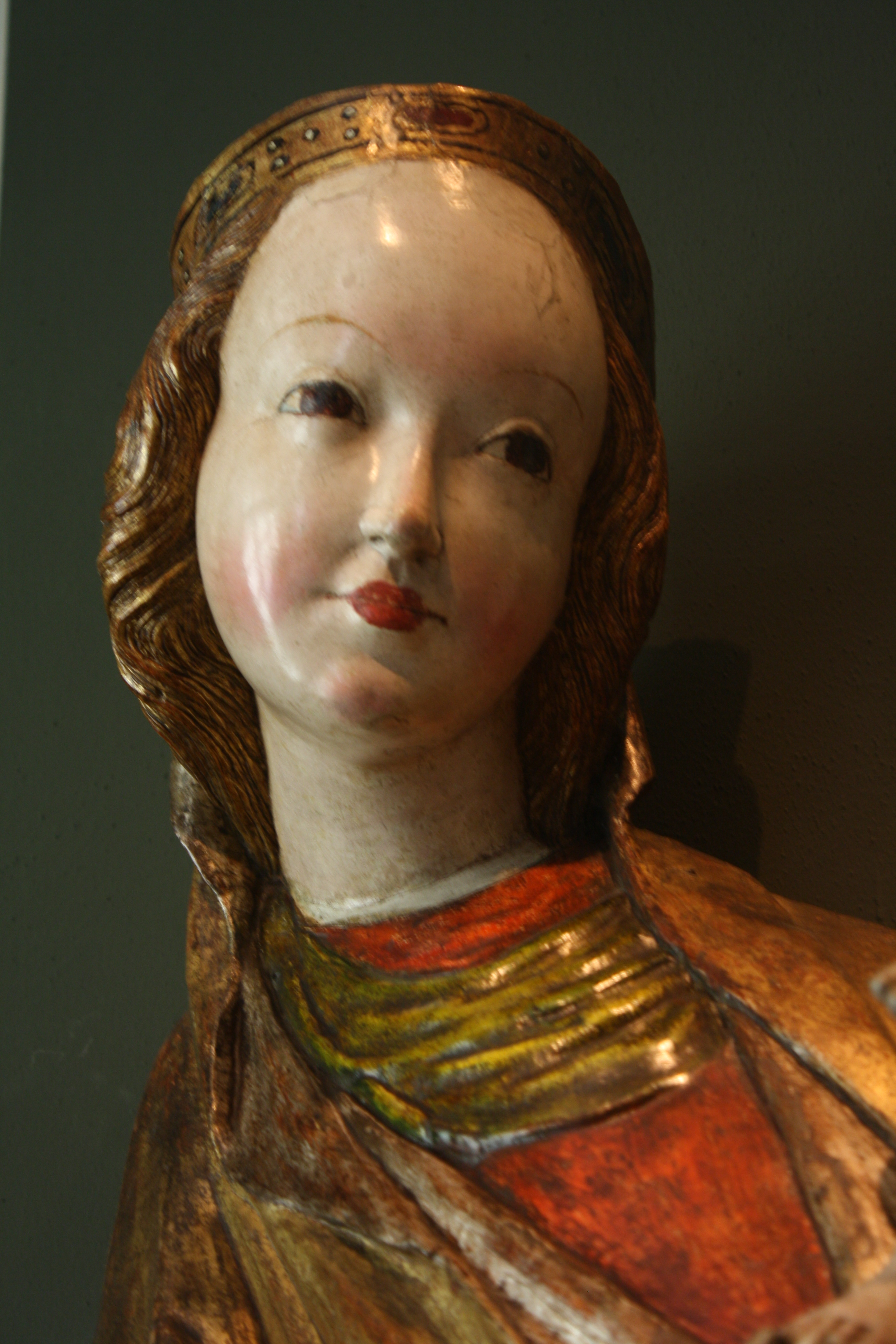
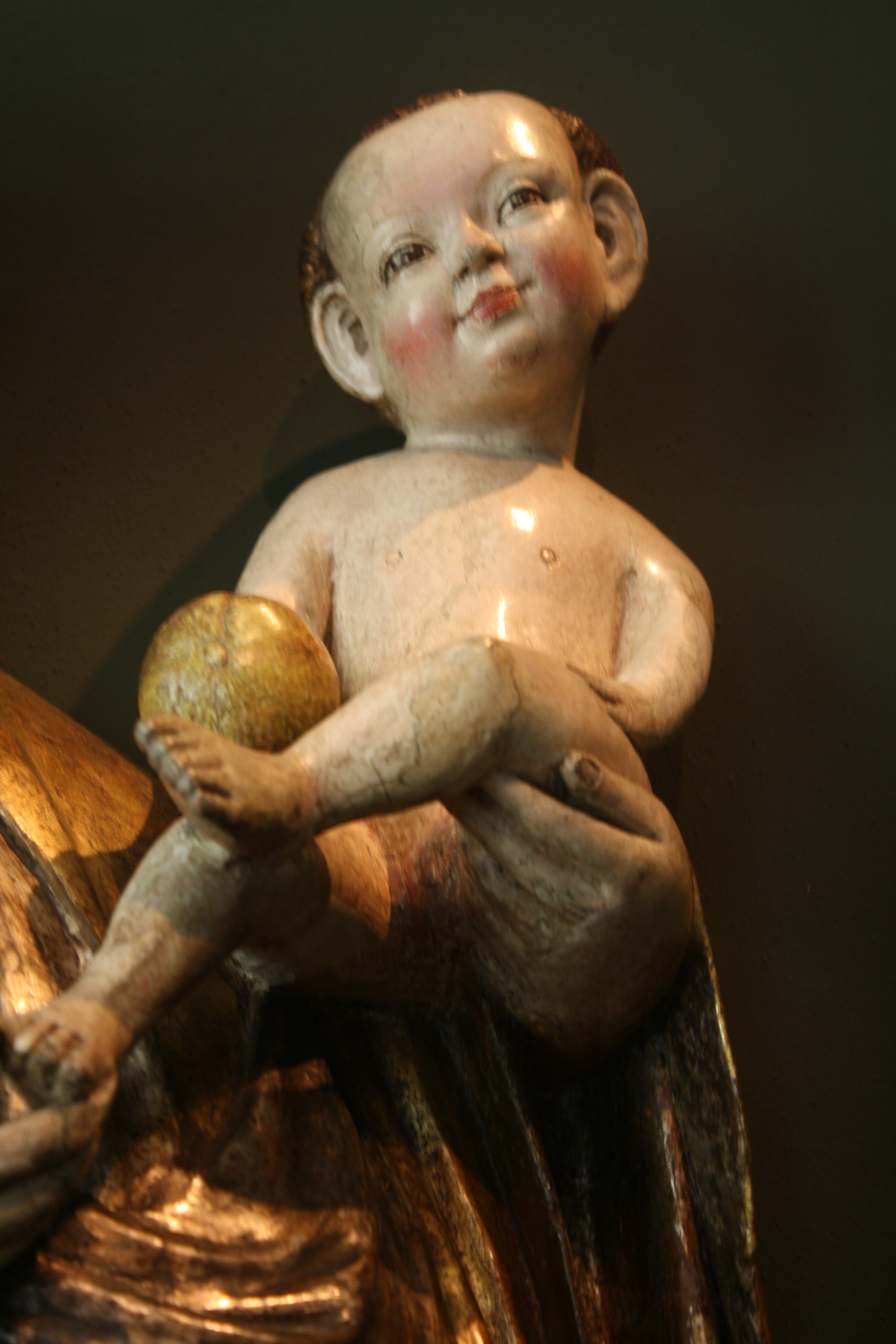
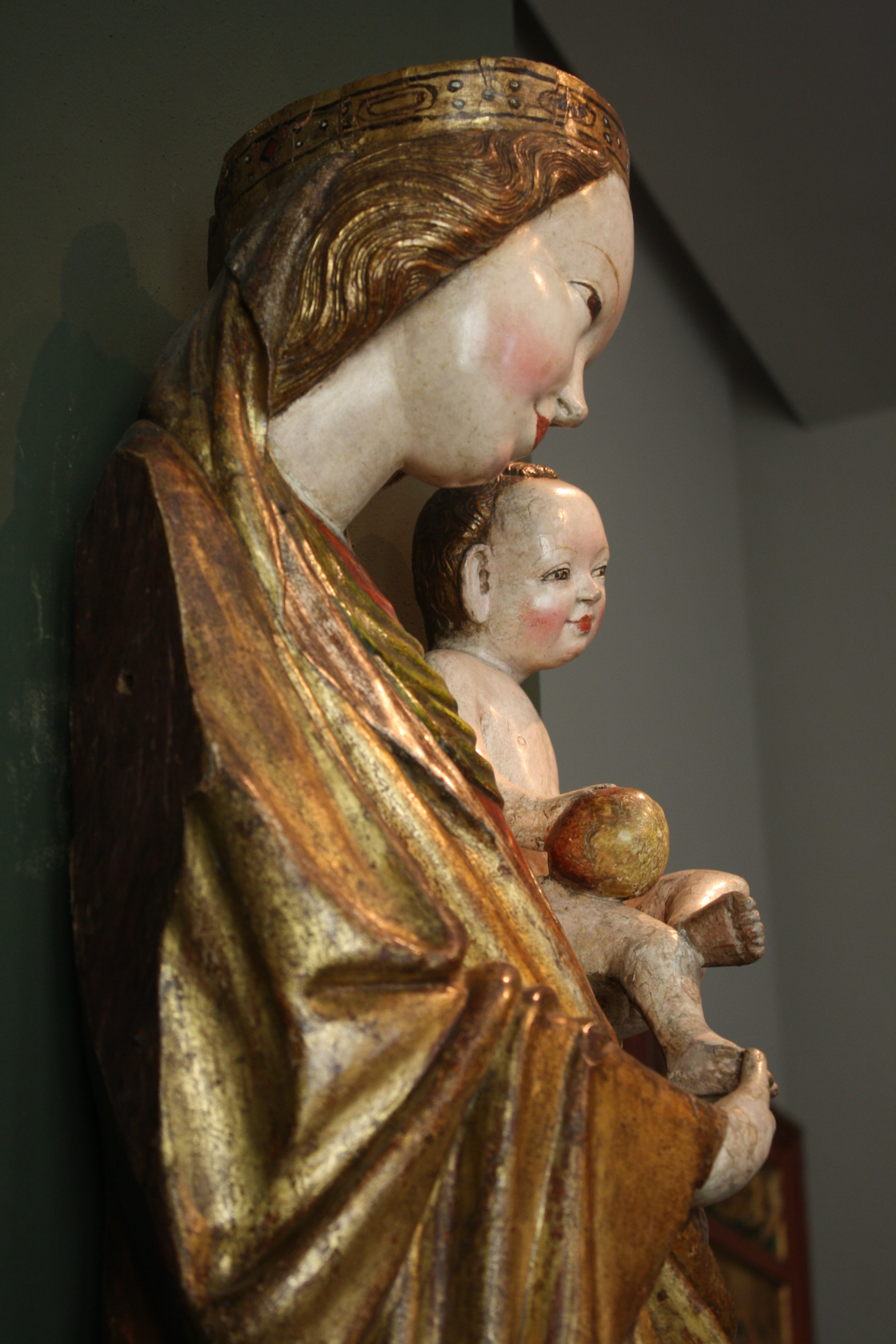